# Anne-Marie Lizin
Anne-Marie Lizin-Vanderspeeten (ur. 5 stycznia 1949 w Huy, zm. 17 października 2015 w Paryżu) – belgijska i walońska polityk, przewodnicząca Senatu w latach 2004–2007, eurodeputowana.

## Życiorys
Ukończyła w 1971 studia ekonomiczne na Uniwersytecie w Liège. W latach 1970–1976 była radną i urzędniczką miejską w Ben Ahin, w 1977 została radną rady miejskiej w Huy, w latach 1980–1982 wchodziła w skład władz miejskich. Od 1983 do 2009 była burmistrzem Huy. W okresie 1973–1979 pełniła funkcję doradcy rządu.
Od 1979 do 1988 sprawowała mandat posłanki do Parlamentu Europejskiego z ramienia walońskiej Partii Socjalistycznej. Odeszła z PE po objęciu stanowiska sekretarza stanu ds. europejskich (wiceministra w resorcie handlu zagranicznego), które zajmowała do 1992. W latach 1991–1995 zasiadała jednocześnie w federalnej Izbie Reprezentantów, radzie Regionu Walońskiego i radzie wspólnoty francuskiej.
W pierwszej połowie lat 90. była wiceprzewodniczącą Międzynarodówki Socjalistycznej i przewodniczącą Międzynarodówki Socjalistycznej Kobiet. Od 1995 do 2010 sprawowała mandat senatora, w latach 2004–2007 przewodniczyła wyższej izbie belgijskiego parlamentu. W 2003 została wykładowczynią Instytutu Nauk Politycznych w Paryżu.
W styczniu 2009 po ujawnieniu, iż miała wykorzystywać do celów prywatnych kartę kredytową centrum zdrowotnego, została senatorem niezrzeszonym. W maju tego samego roku podała się do dymisji z funkcji burmistrza Huy po ujawnionych nieprawidłowościach w urzędzie. W sierpniu 2009 staranowała samochód swojej następczyni na tym stanowisku, Micheline Toussaint. W 2010 nie ubiegała się o reelekcję w wyborach krajowych.
W 2004 przez prezydenta Aleksandra Kwaśniewskiego została odznaczona Krzyżem Wielkim Orderu Zasługi Rzeczypospolitej Polskiej. Odznaczona również m.in. Wielką Wstęgą oraz Krzyżem Komandorskim Orderu Leopolda, a także Legią Honorową.